# فرانتس بوکلی
فرانتس بوکلی (فرانسوی: Franz Böckli‎؛ ۱۵ مارس ۱۸۵۸ – ۱۴ فوریهٔ ۱۹۳۷) تیرانداز اهل سوئیس بود.